# Julie Monaco

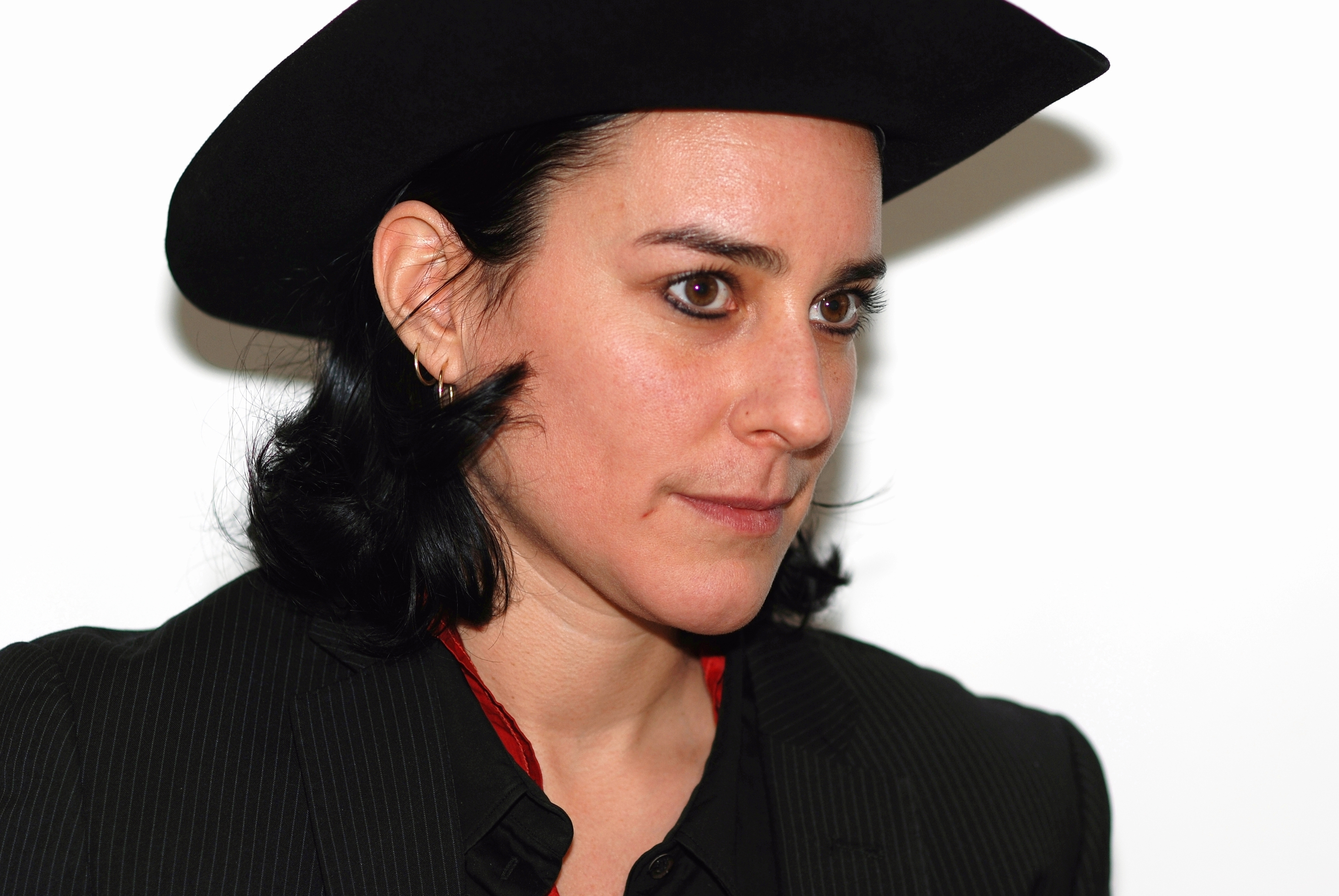
Julie Monaco (2010)

Julie Monaco (* 11. Juni 1973 in Wien) ist eine österreichische zeitgenössische Künstlerin.

## Ausbildung
Julie Monaco studierte ab 1991 an der Akademie der bildenden Künste Wien, wo sie die Meisterklassen für freie Graphik und Bildhauerei belegte und im Studio für neue Medien tätig war. 1998 wechselte sie zur Universität für angewandte Kunst Wien und spezialisierte sich auf medienübergreifende Bild- und Raumgestaltung. Zusätzlich besuchte sie ab 1995 ein Graphik-Design-College. Ab 2000 beschäftigte sie sich in Hollywood, Los Angeles, mit der Erstellung von 3D-Softimage-Arbeiten und Animationen. Im Jahr 2002 erhielt sie ihr Diplom mit Auszeichnung an der Universität für angewandte Kunst Wien.

## Künstlerisches Werk
Bei Julie Monacos Werken handelt es sich um düstere, extrem realistische, per Computer gerenderte Naturdarstellungen. Auf ihnen sind vornehmlich „stürmisch aufgepeitschtes Meer, tief liegende Horizonte und fulminante Wolkenformationen“ zu sehen. Sie wirken auf den Betrachter wie Fotografien mit äußerst ungewöhnlichen Aufnahmestandpunkten. Monacos naturgetreue, meist in Grautönen gehaltene Arbeiten werden rein digital erstellt, sie arbeitet weder mit Vorlagen noch mit Skizzen. Den Entstehungsprozess beschreibt sie folgendermaßen: „Das Bild entwickelt sich während der Arbeit. Ich habe ein bestimmtes Gefühl, das ich verfolge, und ich versuche, die Dinge so anzuordnen, dass es dem nahekommt.“ In späteren Bildzyklen kombiniert sie ihre realistischen Naturdarstellungen teilweise auch mit abstrakten Elementen aus dem Grafikbereich des Non-photorealistic Renderings, die wie Pinselübermalungen wirken.
Monacos Arbeiten werden insbesondere mit jenen des Romantikers Caspar David Friedrich verglichen, da beide Künstler oftmals mit stimmungsvollen Meeresansichten arbeiten, denen ein düsterer, metaphysisch-transzendenter Charakter anhaftet.
Julie Monaco hatte bereits zahlreiche Einzel- und Gruppenausstellungen im In- und Ausland.

## Trivia
Julie Monaco, deren Vor- und Nachname kein Künstlername, sondern ihr bürgerlicher Name ist, hat eine große Leidenschaft für Hüte. Zu ihrem meist schwarz-weißen Outfit trägt sie vornehmlich schwarze Kopfbedeckungen, die mittlerweile zu einer Art Markenzeichen avancierten.

## Auszeichnungen
- 2002: Würdigungspreis des Bundesministeriums für Bildung, Wissenschaft und Kultur
- 2003: Förderungsstipendium Premiere der Universität für angewandte Kunst Wien
- 2007: Auslandsstipendium für Fotografie in New York des österreichischen Bundeskanzleramtes
- 2008: Staatsstipendium für bildende Kunst des Bundesministeriums für Unterricht, Kunst und Kultur